# Tempestade Daniel
A tempestade Daniel, também conhecida como ciclone Daniel, foi o ciclone tropical mediterrâneo (medicane, junção das palavras em inglês Mediterranean Hurricane) mais mortífero jamais registado, bem como o fenómeno meteorológico mais mortífero durante 2023. Causou danos catastróficos na Líbia e também afetou a partes do sudeste da Europa. Formando-se como um sistema de baixa pressão ao redor de 4 de setembro de 2023, a tempestade afetou a Grécia e a Bulgária com grandes inundações. A tempestade organizou-se então como uma Baixa Mediterrânea e foi designada como Tempestade Daniel, quando cedo adquiriu características quase tropicais (TLC) e avançou para a costa de Líbia. Causou inundações catastróficas na costa de Líbia, antes de degenerar numa depressão remanescente. A tempestade foi o resultado de um bloco Ômega, já que uma zona de alta pressão ficou intercalada entre duas zonas de baixa pressão, formando as isobarras uma letra grega Ω.

## História meteorológica
O ciclone desenvolveu-se de uma zona de baixa pressão sobre o mar Jónico com uma temperatura superficial dentro da faixa de transição tropical. Em 4 setembro, uma perturbação atmosférica deslocou-se para o sul sobre a península dos Balcãs e provocou chuvas torrenciais, especialmente na região de Tessália. O sistema converteu-se num ciclone mediterrâneo sobre o mar Jónico ao dia seguinte e o Serviço Meteorológico Nacional Helénico nomeou-o tempestade Daniel. Durante os dias seguintes, o sistema deslocou-se para o sudeste, com ventos registados por instrumentos em Metop a 45 nós (83 km/h; 52 mph). Depois, a tempestade tocou terra para perto de a cidade de Bengasi na Líbia. Em 10 de setembro, Daniel dirigiu-se para o este e continuou terra adentro antes de degenerar numa depressão remanescente devido à interação do ar seco e a terra mais tarde, e a tempestade se dissipou por completo em 11 de setembro.

## Impactos

### Grécia

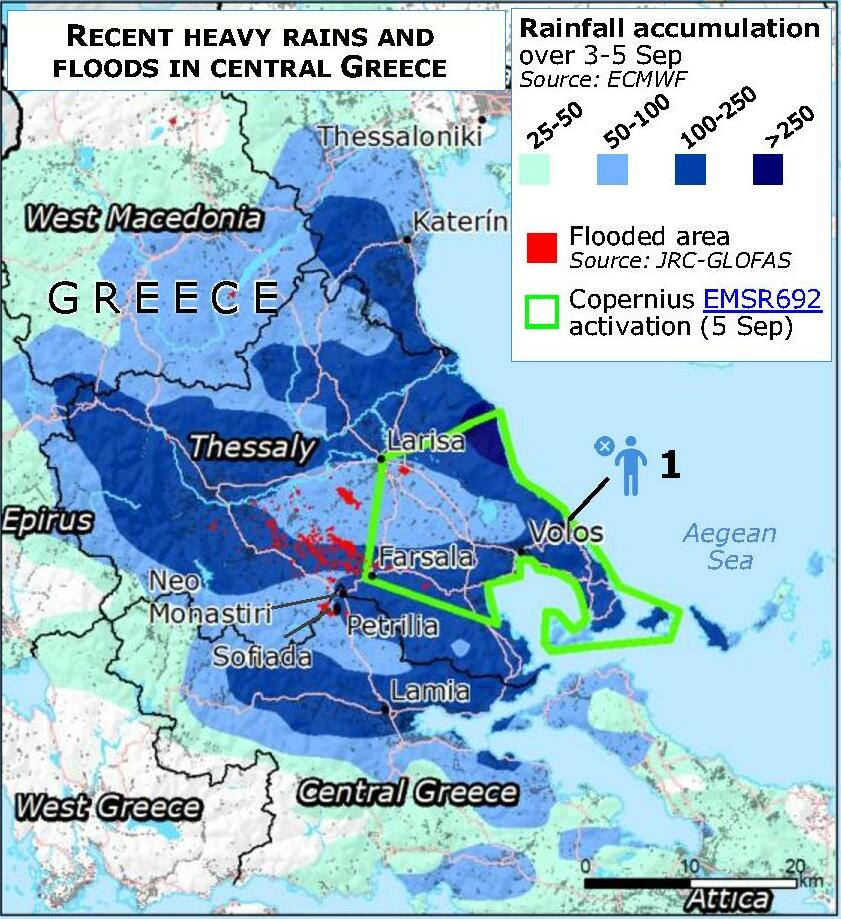
Inundações no centro da Grécia

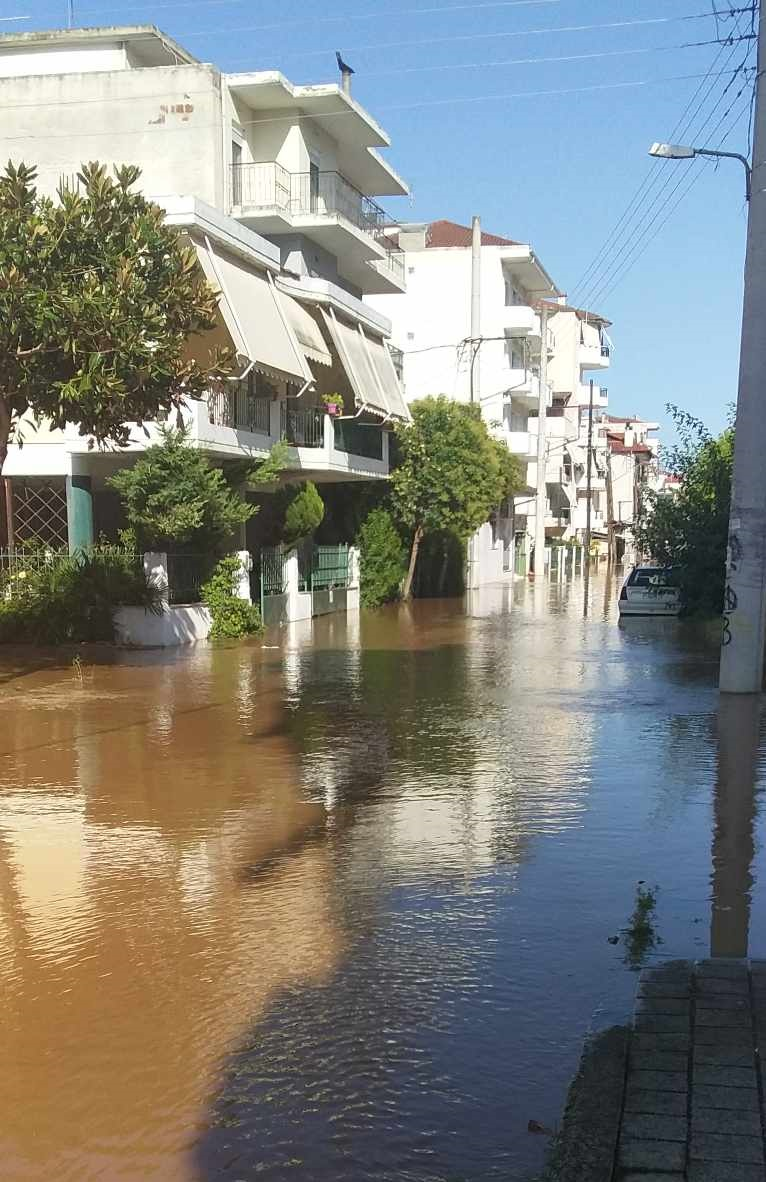
Uma rua inundada em Lárissa, Grécia

No dia 5 de setembro, pelo menos uma pessoa morreu durante as inundações em Tessália, Grécia. No mesmo dia, a vila de Zagora recebeu 1 092 mm de chuva, 55 vezes mais que a precipitação média do mesmo mês em todo o país. Em Portaria também se registou um novo recorde de chuva, com 884 mm por metro quadrado. Não se puderam medir mais precipitações porque posteriormente falhou a estação meteorológica. Em 6 de setembro, o rio Krafsidonas, que nasce em Pelion, se desbordou em Volos e destruiu uma ponte.
Em 7 de setembro, fechou-se a principal estrada grega entre Atenas e Salonica e suspenderam-se os serviços de comboio entre as duas cidades. Em Tessália, edifícios e pontes derrubaram-se e cidades inteiras ficaram submersas, onde teve que resgatar mais de 800 pessoas. Em Larissa, após que cessaram as chuvas no dia 8 de setembro, o nível da água subiu e o rio Pineios transbordou até atingir um nível de 9,5 m, em comparação com o normal ao redor de 4 m.
Desde que começaram as chuvas, ativou-se o Serviço de Cartografia Rápida do Programa Copernicus para a zona de inundação em Grécia, no que se analisaram os dados do satélite Sentinel-1 de 7 de setembro que revelou uma área de inundação estimada de ao redor de 73 000 ha. Os meteorologistas classificaram a tempestade como a pior da Grécia desde que começaram os registos em 1930. As inundações em Tessália, que fornece ao redor de 15% da produção agrícola da Grécia, destruíram a produção agrícola e causaram graves danos a longo prazo, já que a grossa capa de lama faria que o solo fora infértil em geral. O governador de Tessália, Kostas Agorastos, declarou a ERT que os danos causados pela tempestade na região se valorizaram em mais de 2 000 milhões de euros.
Em 10 de setembro encontraram-se quatro cadáveres na Grécia, o que elevou a dezassete o número de mortos no país.
Na província de Burgas, no sudeste da Bulgária, ficaram submersas localidades da costa do Mar Negro e nas suas imediações, como Kosti e Arapya, onde se evacuou a população. Três pessoas foram arrastadas pelo água depois do derrube de uma ponte na zona de Tsarevo, e outra pessoa também morreu afogada para perto de a cidade.
Em Kosti choveu 311 mm (420% da média mensal de setembro), em Ahtopol 196 mm (350% da média mensal) e em Gramatikovo 275 mm (368% da média mensal). Em Tsarevo, as precipitações podem ter estabelecido um recorde nacional búlgaro, com 330 mm de precipitação em 20 horas (40% da média anual).
Observou-se uma rara tromba de água no mar para perto de Tyulenovo, no nordeste da Bulgária.

### Líbia

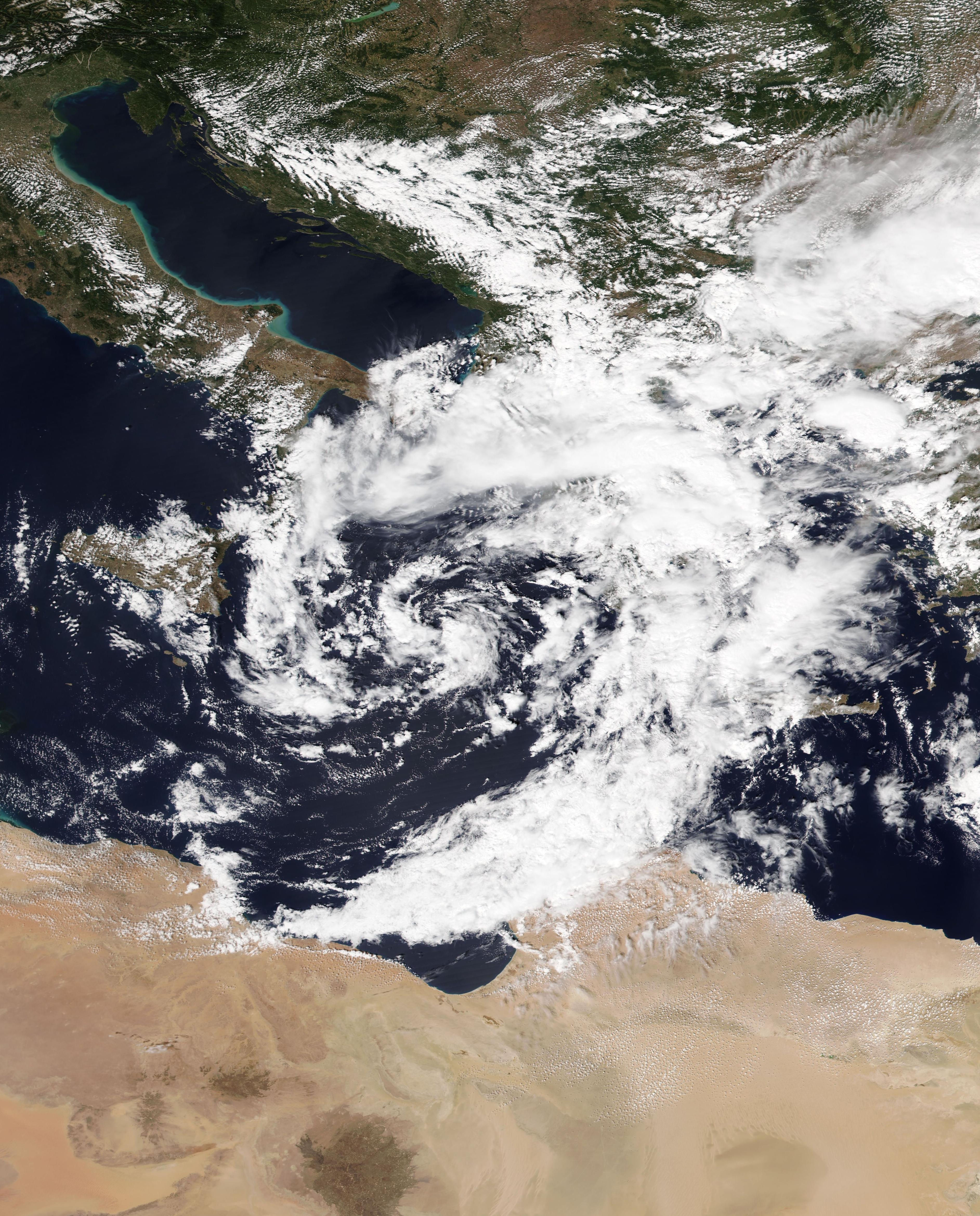
Tempestade Daniel a 5 de setembro de 2023

Em Derna, confirmou-se a morte de ao menos 2 000 pessoas depois do colapso de duas represas, que causaram danos catastróficos em toda a zona após que o Wadi Derna se desbordara 50 metros pela cada lado. Osama Hamada, primeiro ministro do Governo de Estabilidade Nacional que controla o este da Líbia, declarou que os bairros residenciais tinham sido arrasados. Vídeos publicados nas redes sociais mostravam carros submersos no diluvio. Também se derrubaram quatro pontes, enquanto o ministro do governo, Hisham Chkiouat, declarou que 25% de Derna tinha "desaparecido", com grandes partes da cidade arrastadas mar adentro. O ministro de Previdência do governo de Hamada, Othman Abduljalil, declarou que só em Derna tinha 6 000 desaparecidos. Os hospitais da cidade ficaram inoperacionais e as morgues encheram-se, o que obrigou a depositar cadáveres na praça principal da cidade, enquanto uns 300 mortos foram enterrados a 11 de setembro, a maioria em sepulturas comuns. Em Al Abraq caíram uns 170 milímetros de chuva. Testemunhas declararam à Reuters que as águas chegaram a atingir os 3 metros de altura. Também se produziram inundações em Tobruk, Tacnis, Al-Bayada e Battah, bem como em todo o distrito de Jabal al Akhdar e em Misrata, ao oeste. Pelo menos 150 moradias ficaram destruídas em todo o país, segundo a Média Lua Vermelha Líbia, que também perdeu três voluntários que respondiam às inundações.
Em Beida, os hospitais foram evacuados devido às importantes inundações provocadas por Daniel e registaram-se 50 mortos e dezenas de desaparecidos. Também se registaram sete mortes em Susa, outras sete nas cidades de Omar Al-Mokhtar e Shahhat e outra em Marj. Até a 12 de setembro, segundo as autoridades líbias, tinham morrido pelo menos 5 200 pessoas, e esperava-se que o número de vítimas mortais superasse as 10 000, e outras 100 000 permaneciam desaparecidas, entre elas sete membros do Exército Nacional Líbio. Ao que parece, umas 7 000 pessoas resultaram feridas e 20 000 foram deslocadas. Também morreram 145 cidadãos egípcios no Leste de Líbia.
A Corporação Nacional do Petróleo de Líbia anunciou o fechamento durante três dias de quatro portos petroleiros, incluídos Ras Lanuf, Zueitina, Brega e Sidra.

### Em outro lugar
Daniel chegou ao Egito em 11 de setembro, onde algumas zonas do noroeste do país sofreram chuvas moderadas.
Na Turquia, cinco pessoas morreram durante as inundações em Kırklareli, outras duas morreram nos distritos de Başakşehir e Küçükçekmece em Instambul.

## Consequências

### Líbia
O Conselho Presidencial Líbio com sede em Trípoli declarou as cidades de Derna, Shahhat e Bayda como zonas de desastre, enquanto o Ministério de Saúde com sede em Trípoli enviou um avião com 14 toneladas com medicamentos, sacos para cadáveres e pessoal médico para Bengasi a 12 de setembro. A Câmara de Representantes com sede em Bengasi, que controla a maioria das zonas afetadas, declarou três dias de luto nacional, ao igual que o Governo de Unidade Nacional, reconhecido internacionalmente e com sede em Trípoli, dirigido pelo Premier Abdul Hamid al-Dabaib.
Tunísia, Alemanha, Catar, Irão, Malta, Turquia e Emirados Árabes Unidos prometeram assistência humanitária a Líbia, enquanto o presidente egípcio Abdel Fattah el-Sisi disse que libertava o exército do país em coordenação com as forças do este de Líbia para ajudar em operações de socorro. Em 12 de setembro, a Itália ativou seus departamentos de proteção civil e o ministro de Assuntos Exteriores, Antonio Tajani, afirmou que uma equipa de avaliação estava em caminho. Anne-Claire Legendre, porta-voz do Ministério de Assuntos Exteriores da França, anunciou que o país estava disposto a responder às solicitações do governo de Líbia. O chefe de política exterior da UE, Josep Borrell, disse que a organização estava lista para brindar apoio, enquanto a presidenta da comissão Ursula von der Leyen, expressou suas condolências.